# Kurt Lorenz (Künstler)
Kurt Lorenz (* 18. Januar 1914 in Opladen; † 16. August 1987 in Leverkusen) war deutscher Künstler und Karikaturist. 

## Leben und Werk
Als Sohn eines Medizinalrats geboren, besuchte Lorenz zunächst die Schule in Opladen, später die Schloss-Schule Kirchberg. Danach studierte er von 1933 bis 1935 freie Malerei, Porträtmalerei und figürliches Zeichnen an der Kunstakademie Düsseldorf. Im Zweiten Weltkrieg geriet er in sowjetische Kriegsgefangenschaft. Am Ende des Kriegs heiratete er in Ostpreußen seine Frau Lore, mit der er vier Kinder hatte und die im Alter von 102 Jahren am 11. Januar 2025 starb.
In Düsseldorf war er Mitglied der Künstlervereinigung „Der Malkasten“ und nach dem Krieg Mitglied der Künstlergemeinschaft „Die Leiter“ in Leverkusen. Lorenz entwickelte sich in der Kunstinteressiertenszene von Leverkusen (welche damals eine große Schnittmenge mit der Führungsetage der Bayer AG aufwies) schnell zu einem gefragten Porträtmaler. Seine Landschaftsgemälde und Aquarelle waren ebenfalls sehr gefragt. Da Lorenz sich in einem kaufkräftigen Umfeld bewegte, befindet sich der große Teil seiner abstrakten Arbeiten in Privatbesitz und geht nur nach und nach, im Rahmen von Erbschaften, in den Besitz von Museen über. 
Obwohl er auch als Werbezeichner arbeitete und trotz des finanzstarken Umfeldes galt Lorenz als prinzipientreu. Kurt Lorenz arbeitete auch als Karikaturist für verschiedene Wochenendbeilagen von Zeitungen und entwarf auch Karnevalswagen. Außerdem arbeitete er als Bühnen- und Kostümbildner.
Später arbeitete er als Kunstlehrer am Leverkusener Carl-Duisberg-Gymnasium und unterrichtete bei den Leverkusener Jugendkunstgruppen. Nach einer kurzen schweren Krankheit starb er 1987.
Neben vielen Einzelausstellungen im In- und Ausland werden seine Werke heute noch häufig im Leverkusener Raum ausgestellt.
Kurt Lorenz ist der Großvater der Schauspielerin Katharina Lorenz.

## Kurt-Lorenz-Preis
Seit 1989 wird der Kurt-Lorenz-Preis an Initiativen oder Personen in Leverkusen vergeben, die Impulse für das kulturelle Leben der Stadt und ihres Umlandes geben. Stifter ist der „Förderverein Kurt-Lorenz-Preis e. V.“. Es ist der einzige Kulturpreis der Stadt.